# Mi vida... my life
Mi vida... my life è il terzo album in studio del duo musicale portoricano Wisin & Yandel, pubblicato nel 2003.

## Tracce
1. Intro
2. Guayale el mahón
3. Esta noche hay pelea
4. Tú sabes
5. Dembow
6. No fear
7. Girlas
8. Con mi reggae muero
9. Boricua NY1
10. La sata
11. La misión
12. Pégate
13. Reggae rockeao
14. Dile
15. Quiero verte bailar
16. Ola
17. Algo pasó
18. La rockera
19. En busca de ti
20. Compláceme
21. La misión 2
22. No sé
23. Pena
24. Piden (con Alexis & Fido)
25. La vaquera